# Теодора Јелисавчић
Теодора Јелисавчић (5. август 2004) је српска телевизијска глумица. Позната је по улози унуке Кети у телевизијској серији Отворена врата, са Весном Тривалић у главној улози. Њена прва улога је у телевизијској серији Рањени орао где је тумачила улогу мале Анђелке Бојанић, а касније њену ћерку Јелкицу. Појавила се у бројним рекламама, као и у споту америчког рок бенда Камелеон.

## Филмографија
| Год.       | Назив                   | Улога                |
| ---------- | ----------------------- | -------------------- |
| 2000.-те   |                         |                      |
| 2008—2009. | Рањени орао (ТВ серија) | Мала Анђелка/Јелкица |
| 2009.      | Рањени орао             | Мала Анђелка/Јелкица |
| 2010.-те   |                         |                      |
| 2013—2024. | Отворена врата          | Катарина „Кети“      |